# William Barnes
William Barnes (1801-1886), escritor y filólogo inglés, el poeta de Dorsetshire, nacido en Rushay (en la parroquia de Bagber) y bautizado en la iglesia parroquial de Sturminster Newton (Dorset), el 20 de marzo de 1801, era nieto de John Barnes, granjero hacendado de Gillingham, e hijo de John Barnes, granjero arrendatario de Blackmore Vale, en el extremo septentrional de su condado natal. Provenía de una antigua familia de Dorsetshire. Un antepasado directo, John Barnes, fue head-borough (jefe municipal) de Gillingham en 1604, y el bisabuelo de éste, William Barnes, obtuvo de Enrique VIII una concesión de tierras en la misma parroquia en 1540. La madre del poeta, Grace Scott († 1806), de Fifehead Neville, era una mujer de cierta cultura, con un amor inherente por el arte y la poesía.

## Vida
Barnes fue un niño delicado, en contraste directo con una fuerte estirpe de antepasados, y heredó de su madre un temperamento refinado y retraído y su amor por los libros. William fue a la escuela de Mullett en Sturminster, donde fue considerado el muchacho más inteligente del colegio; y en 1815 su pericia para la escritura fue decisiva para su admisión en la oficina de un notario en aquella pequeña ciudad. El rector de allí, John Henry Richman, le dio algunas lecciones y le prestaba libros. Con él trabajaba en los clásicos en sus horas libres y con el organista estudiaba música. En 1818 dejó Sturminster por la oficina de un tal Coombs en Dorchester, donde continuaría su educación nocturna con otro bondadoso clérigo. En 1822 se comprometió con Julia Miles, hija de un funcionario de hacienda de Dorchester. En 1823 obtuvo el puesto de director de una pequeña escuela en Mere (Wiltshire), y cuatro años más tarde ocupó la capellanía de Mere, se casó y se instaló en Chantry House, una hermosa mansión de estilo Tudor en dicha ciudad. La escuela crecía en número, y Barnes ocupaba todo su tiempo libre estudiando con asiduidad, leyendo durante estos años a autores de índole tan diversa como Heródoto, Salustio, Ovidio, Petrarca, Buffon y Burns. Hacia 1829 hizo su primera visita a Gales, y le causó una honda impresión la idea de la pureza del lenguaje, que se convirtió casi en una pasión para él. Se convirtió en un entusiasta pescador de caña, entre otras ocupaciones.
En junio de 1835 abandonó Mere y se estableció en Durngate Street (Dorchester), donde puso en marcha otra escuela, mudándose a un alojamiento más amplio en 1837. El 2 de marzo de 1838 puso su nombre en los libros del Saint John's College de Cambridge. Barnes fue ordenado por el obispo de Salisbury el 28 de febrero de 1847, y, al tiempo que conservaba su escuela, asumió nuevas obligaciones como pastor de Whitcombe, a tres millas de la capital del condado. Había pasado varios años entre libros en el Saint John's College de Cambridge, y obtuvo el grado de Teología en 1850. Dimitió en Whitcombe en 1852, por encontrar el trabajo demasiado duro en relación con sus aptitudes; y en junio de ese año sufrió un severo varapalo con la muerte de su esposa. Poco después se convirtió en un colaborador de confianza de la recién fundada Retrospective Review.
Barnes fue invitado a Sherborne por Macready, y a Stafford House por la duquesa de Sutherland. En 1859 recibió la visita de Lucien Bonaparte, que se había visto atraído por los poemas, y por cuya sugerencia Barnes tradujo entonces el Cantar de los Cantares al dialecto de Dorset. En 1860 fue fichado como escritor por el recién fundado Macmillan's Magazine. En abril de 1861 se le concedió, a instancias de Palmerston, una pensión no contributiva de 70 libras anuales. En 1862 disolvió su escuela y se trasladó a la rectoría de Winterborn Came, que le había sido ofrecida por su viejo amigo, el capitán Seymour Dawson-Darner. Allí trabajaría sin descanso en verso y prosa, contribuyendo copiosamente a magacines. Barnes se instaló en la parroquia de Came el 1 de diciembre de 1862. Fue un párroco rural admirable, familiar y poco convencional por sus rimas, un erudito con los más amplios intereses, cuyo horizonte activo aún estaba estrictamente ligado a los campos y las tierras altas de Dorsetshire.
Hasta aproximadamente 1882 había "pocas figuras más familiares a la vista en el condado de Dorset en un día de mercado que un clérigo anciano, curiosamente ataviado con capa, calzones hasta las rodillas y zapatos con hebillas, con una cartera de cuero colgada de los hombros y un sólido bastón en la mano. Por lo general, parecía preferir la mitad de la calle a la acera, y pensar en asuntos que no tenían nada que ver con la escena que tenía ante sí. Caminaba pesadamente, con paso amplio y firme, a pesar de la ligera encorvadura ocasionada por los años. Cada sábado por la mañana se le podía ver así subiendo penosamente por la estrecha South Street, con los zapatos cubiertos de barro o polvo, según el estado de las calles entre su hogar campestre y Dorchester, y un pequeño perro gris pisándole los talones, hasta que alcanzaba la encrucijada de caminos en el centro de la ciudad. Deteniéndose allí frente al reloj público, extraía su anticuado reloj de su honda faltriquera y lo ajustaba con gran precisión a la hora de Londres".
Continuó trabajando hasta más allá de los ochenta años con el mismo notable dominio de la fuerza y la misma variedad de intereses. Murió en la rectoría de Came el 7 de octubre de 1886, y fue enterrado cuatro días más tarde en el cementerio local. De su esposa, que murió el 21 de junio de 1852, dejó dos hijos y tres hijas. Una estatua en bronce del poeta, obra de Roscoe Mullins, ha sido erigida en el cementerio de Saint Peter (Dorchester).

## Obra
En 1820 comenzó a aparecer en el local Weekly Entertainer una serie de rimas de Barnes, entre ellas algunos Versos a Julia. También hizo grandes progresos en el arte del grabado en madera, y con el dinero que recibió por una serie de piezas para una obra titulada Un paseo por Dorchester, imprimió y publicó su primer libro, Orra, un cuento de Laponia, en 1822. Su versatilidad y vigor intelectual en este momento eran notables. Simultáneamente trabajaba duro en etimología y lenguaje, dominando el francés y estudiando la literatura italiana, especialmente a Petrarca y su escuela. Sus principales estudios, sin embargo, fueron filológicos; y en 1829 publicó un Glosario etimológico de vocablos ingleses de origen extranjero. También en 1829 varias de sus xilografías fueron incluidas en Delineations of Somerset, de Rutter. En 1832, una compañía itinerante de actores visitó Mere, y Barnes escribió una farsa, El ladrón honesto, que aquellos representaron, y una comedia que fue estrenada en Wincanton. Barnes comenzó a estudiar galés, y añadió a sus otros estudios lingüísticos el del ruso, hebreo e indostánico. También escribió una serie de libros educativos, tales como Elementos de perspectiva y Esbozos de Geografía.
En 1833 escribió para el County Chronicle sus primeros poemas en el dialecto de Dorset, entre ellos dos églogas inigualables: "The 'Lotments" y "A Bit o' Sly Coorten". Entre 1838 y 1844 contribuyó con algunos de sus mejores trabajos arqueológicos y etimológicos a las páginas del Gentleman's Magazine. La variedad de temas indica una gran cantidad de lecturas, mientras que sus más prolongadas investigaciones en este período, sobre las leyes de la proporción armónica, muestran su aptitud para las especulaciones abstractas. En 1844 los Poemas de la vida rural en dialecto de Dorset fueron publicados en Londres por Russell Smith. Una admiradora cordial del nuevo poeta fue la Honorable Mrs. Caroline Norton, quien hizo mucho por dar publicidad al genio de Barnes.
Se encontraba entonces concentrando gran parte de su tiempo en los anglosajones, tema sobre el que habría de publicar su obra Delectus en 1849. En 1854 comenzó a leer en persa (y desde entonces fue tal vez, después de Petrarca, más estrechamente influenciado por Saadi), y, continuando sus estudios en la ciencia del lenguaje, publicó su Gramática filológica, extrayendo ejemplos de más de sesenta idiomas. Se trataba de un libro verdaderamente notable, por cuyos derechos de autor recibió 5 libras. En 1858 apareció una segunda serie de poemas de Dorset bajo el título de Hwomely Rhymes, varias de cuyas composiciones ―en especial "The Vaices that be Gane"― fueron eficazmente traducidas al francés para las Beautés de la Poésie Anglaise (Bellezas de la poesía inglesa) de De Chatelain. Hwomely Rhymes (cuya segunda edición aparecería en 1863) contenía algunas de sus composiciones más conocidas. Barnes ya había comparecido como conferenciante sobre temas arqueológicos, y entonces fue animado a hacer lecturas de sus poemas dialectales en las distintas ciudades pequeñas de Dorset. Mientras la reputación de sus obras se incrementaba, él viajaba por todo el país, deleitando a grandes audiencias con su pintoresco humor y su pathos natural.
El año 1861 lo pasó ocupado por completo en la preparación de su más importante obra filológica, dedicada a la teoría de las raíces fundamentales del dialecto teutónico, y titulada Tiw, en referencia al dios de quien deriva el nombre de la raza. Una nueva serie de Poemas de la vida rural en dialecto de Dorset apareció en 1862, y en 1868 el autor fue persuadido de publicar una serie de Poemas de la vida rural en inglés común, que obtuvo menos éxito que sus poemas dialectales. Barnes sentía terror hacia las formas latinas en inglés, y habría sustituido numerosas formas latinas de uso común por formas compuestas inglesas. Su trabajo en el Glosario de Dorsetshire acrecentó su admiración por la lengua vernácula y su aversión hacia las formas latinizadas. Estaba indignado por la introducción de palabras tales como photograph y bicycle, las cuales habría sustituido por sunprint y wheelsaddle. Una edición recopilatoria de los poemas dialectales apareció en 1879, y Mr. Hardy contribuyó al Athenæum (16 de octubre de 1886) con un interesante esbozo del poeta en este último período de su carrera.
Su poesía es de carácter esencialmente inglés; ningún otro escritor ha mostrado un cuadro tan sencillo y sincero de la vida familiar y del trabajo en la Inglaterra rural. Su obra está llena de humor y de la limpia y entusiasta alegría de vivir; y su rusticidad va singularmente unida a un sentido literario y un notable acabado técnico. Es verdaderamente el Teócrito victoriano; y, a medida que la vida rural inglesa sucumbía lentamente ante el avance del ferrocarril y el telégrafo, sería más y más leído por su cálido y evocador recuerdo del amor y la piedad rústicos. Sus originales y sugestivos libros sobre la lengua inglesa, que resultan valiosos a pesar de sus excentricidades, incluyen: Se Gefylsta: un «Delectus» anglosajón (1849), una Gramática y glosario del dialecto de Dorset (1864), un Esbozo del arte del habla inglesa (1878) y un Glosario del dialecto de Dorset (1886).
Los poemas de Barnes se caracterizan por una singular dulzura y ternura emotivas, una honda percepción de la humilde vida rural y de sus personajes, y una exquisita sensibilidad para la ambientación local.
"Escritor lírico de una genialidad en grado sumo", Barnes fue también un muy interesante vínculo entre las formas presentes y pasadas de la vida rural ―un repertorio de costumbres, palabras y sentimientos olvidados―. A diferencia de Burns, Béranger y otros poetas del pueblo, nunca adopta el estilo más convencional, y abandona totalmente la ambición, el orgullo, la desesperación, la rebeldía y las grandes pasiones. "Sus rústicos son, por regla general, gente feliz, y rara vez sienten el aguijonazo del resto del moderno género humano ―la desproporción entre el deseo de serenidad y la facultad de obtenerlo―". Al igual que Chaucer, Barnes está lleno de alegría de vivir. Menos sombrías y más rústico que las de Crabbe, sus églogas, inigualadas en inglés, no son totalmente indignas de comparación con los prototipos de Teócrito y de Virgilio.